# NSV 11154
NSV 11154 är en eruptiv variabel av RCB-typ (RCB) i stjärnbilden Lyran. 
Stjärnan har magnitud +11,4 och når i förmörkelsefasen ner under +17,6.  Variabeln är belägen på ungefär 42000 ljusårs avstånd från jorden.